# Au2mate
Au2mate er en dansk leverandør af softwareautomation og digitaliseringsløsninger indenfor fødevare- og drikkevareindustrien. 
Virksomheden er etableret i 2001 i Silkeborg af Carsten G. Jensen og Klaus Dam. I 2018 købte N. Foss & Co. sig ind i virksomheden og har over 50% af aktierne. I dag har virksomheden over 200 medarbejdere fordelt på 11 lande.
Au2mate har kontorer i Silkeborg, Aarhus, Hillerød, Odense, Esbjerg og Aalborg. Derudover er der kontorer i Sverige, Norge, Tyskland, Portugal, Nederlandende, Dubai, UK og USA. 